# Fordson WOT
Le Fordson WOT (ou Ford WOT) était un camion militaire produit par Ford of Britain dans l'usine de Dagenham, près de Londres, pendant la Seconde Guerre mondiale. Environ 130.000 exemplaires ont été fabriqués de 1939 à 1945, dont près de la moitié étaient des WOT2. L'abréviation WOT signifie War Office Truck.

## Histoire
Fordson Ltd était, à l'origine, une société distincte du groupe Ford qui fabriquait des tracteurs. Fordson signifiait Henry Ford & Son et appartenait intégralement à la famille Ford. C'était également la marque utilisée par Ford pour commercialiser ses véhicules utilitaires britanniques. Avant le début de la Seconde Guerre mondiale, Ford of Britain a produit le Fordson Thames 7V et le Fordson E83W. Les versions civiles du Fordson E88, dérivées du Ford «Barrel Nose» ont été remplacés en 1939 par le Fordson Thames 7V, qui avait été produit en parallèle pendant un certain temps. Le Fordson WOT a été conçu pour une utilisation purement militaire. La production quotidienne en série du WOT à Dagenham était d'environ 130 exemplaires à partir de mi-juin 1940.
Au début de l'année 1940, l'usine de Dagenham a débuté la fabrication de la Ford Anglia, à peine lancée sur le marché, mais peu de temps après, la production des véhicules civils a été arrêtée pour se consacrer exclusivement aux véhicules militaires. L'usine Ford de Dagenham se trouvait dans une position géographique défavorable, à l'Est de Londres, au bord de la Tamise, une cible facile pour les bombardiers allemands. L'usine a été camouflée et le toit peint pour ressembler, vue du ciel, à un bâtiment dont la construction n'était pas terminée. Des abris anti-aériens ont été construits et le personnel a dû s'entraîner à évacuer l'usine en un temps record en cas de raid aérien. Durant hiver 1940/41, la production a été augmentée en faisant travailler les ouvriers 12 heures par jour au lieu des 8 heures réglementaires. Entre 1939 et 1945, Fordson a produit 355.000 véhicules, dont 130.000 WOT et 53.000 voitures et camionnettes.

## Les Fordson WOT
Les Fordson WOT n'étaient pas des véhicules blindés. Il y avait cinq modèles numérotés WOT1, 2, 3, 6 et 8. Les modèles 1, 2 & 3 avaient une transmission classique aux roues arrière (4x2) tandis que les WOT6 & 8 disposaient de la transmission intégrale (4×4). Tous les véhicules étaient équipés du même moteur à essence américain Ford V8 refroidi par eau, à soupapes latérales d'une cylindrée de 3.621 cm3. Dans sa version la plus puissante, il délivrait une puissance de 85 ch à 3.800 tours par minute. La boîte de vitesses comptait quatre rapports avant et une marche arrière. Les modèles à quatre roues motrices étaient équipés d'un réducteur supplémentaire, permettant d'utiliser les vitesses dans les gammes haute et basse.
Les WOT6 & 8 disposaient d'une cabine avancée tandis que les autres avaient une cabine à capot.

### WOT 1
Le WOT 1 a été lancé en 1940 mais était construit sur la base du Fordson E88 dérivé du Ford «Barrel Nose» américain. C'était le seul à avoir une transmission 6x4 mais avec des roues simples à l'arrière. Deux empattements étaient disponibles, la version courte de 4,2 mètres et la version longue, appelée WOT1A ou WOT1A/1, de 4,5 mètres. La plupart ont été destinés à la Royal Air Force, 120 exemplaires ont été livrés à l'armée britannique. La version la plus courante était un camion-citerne. Il offrait une charge utile de 3 tonnes et atteignait une vitesse maximale de 72 km/h. Entre 1940 et 1945, 9.151 véhicules ont été produits.
Longueur : 7,09 mètres
Hauteur : 3,10 m
Largeur : 2,13 m
Poids à vide : 3,5 tonnes

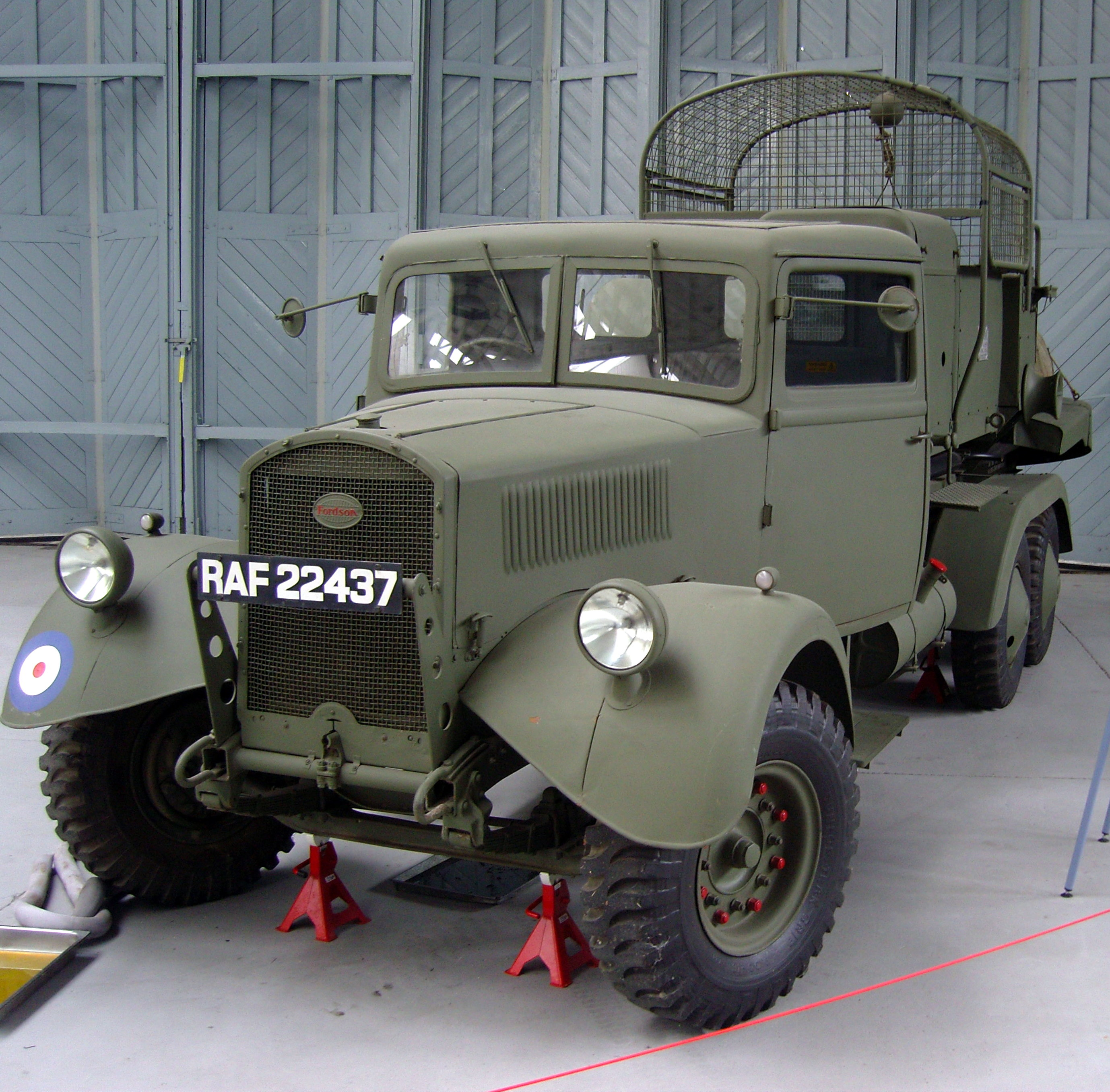
Fordson WOT 1 (vue de face).
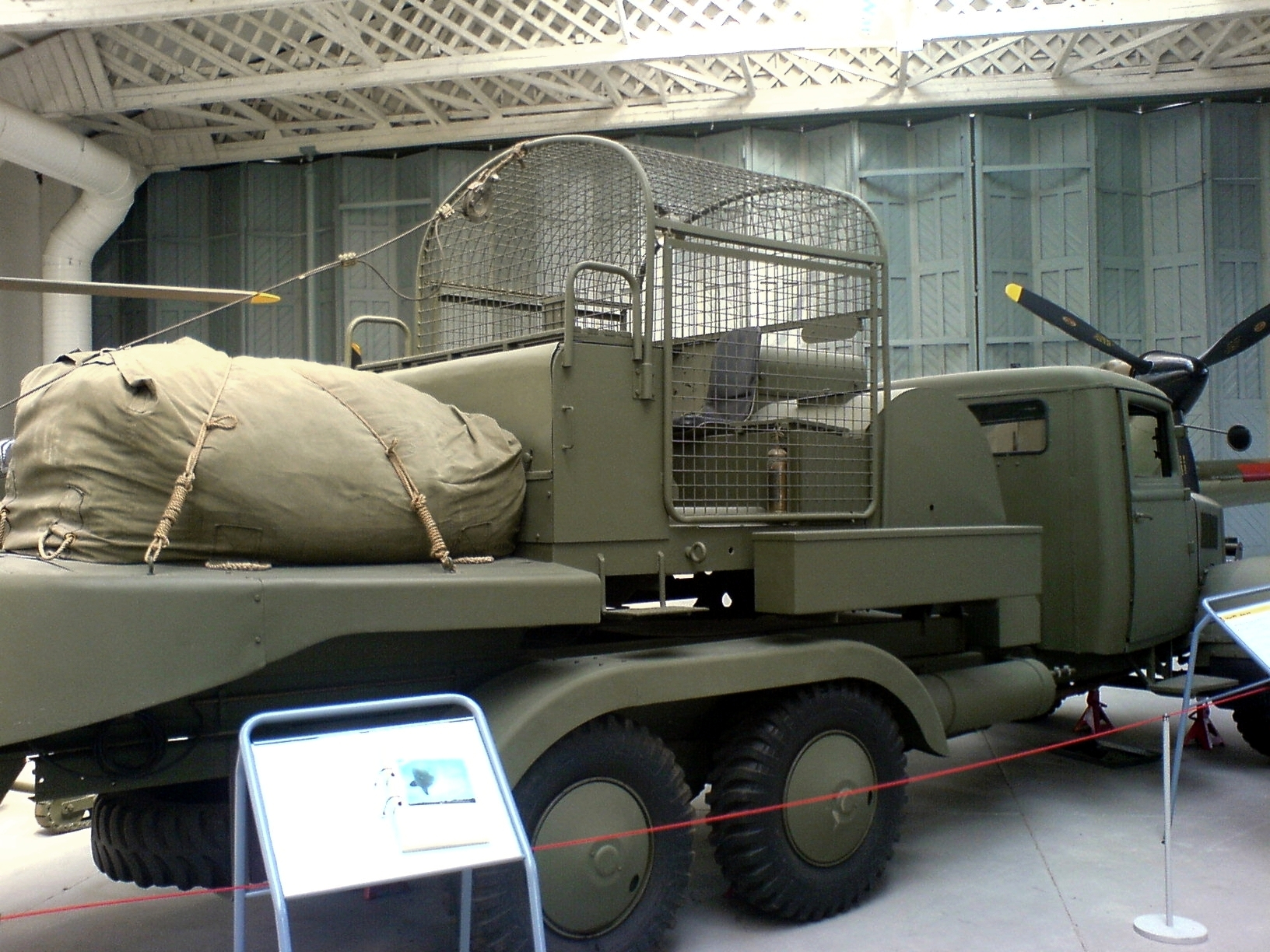
Fordson WOT1 (vue de l'arrière).

### WOT 2

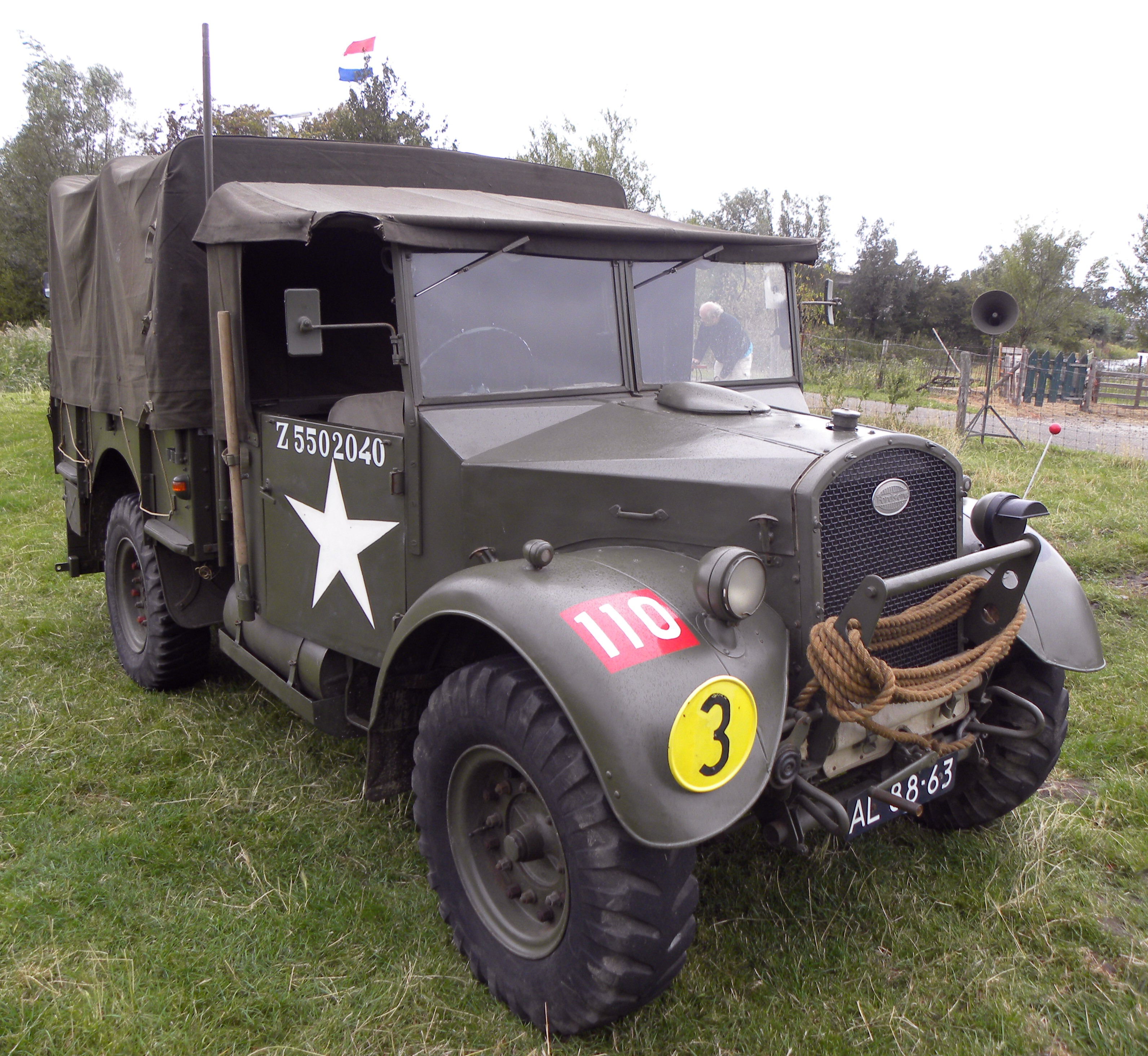
Fordson WOT2.

La production du WOT2 a débuté en 1939. Le WOT2 était la plus petite version des six modèles avec une charge utile d'environ 750 kilogrammes.
La série WOT2 allait du WOT2A au WOT2H. Les WOT2A et C étaient des camions d'infanterie avec des cabines ouvertes et une bâche, les WOT2B et D étaient des fourgons. Les WOT2F et H avaient des cabines semi-fermées avec pare-brise pleine largeur et demi-portes métalliques. La version E n'avait pas de pare-brise. Au total, environ 60.000 exemplaires ont été construits. Certains ont été convertis en camions équipés d'un canon Polsten ou Hispano de 20 mm.
Longueur : 4.50 m
Hauteur : 2,30 m
Largeur : 2,00 m
Poids à vide : 2050 kg
Puissance du moteur V8 : 60 ch
Capacité du réservoir : 104 litres

### WOT 3

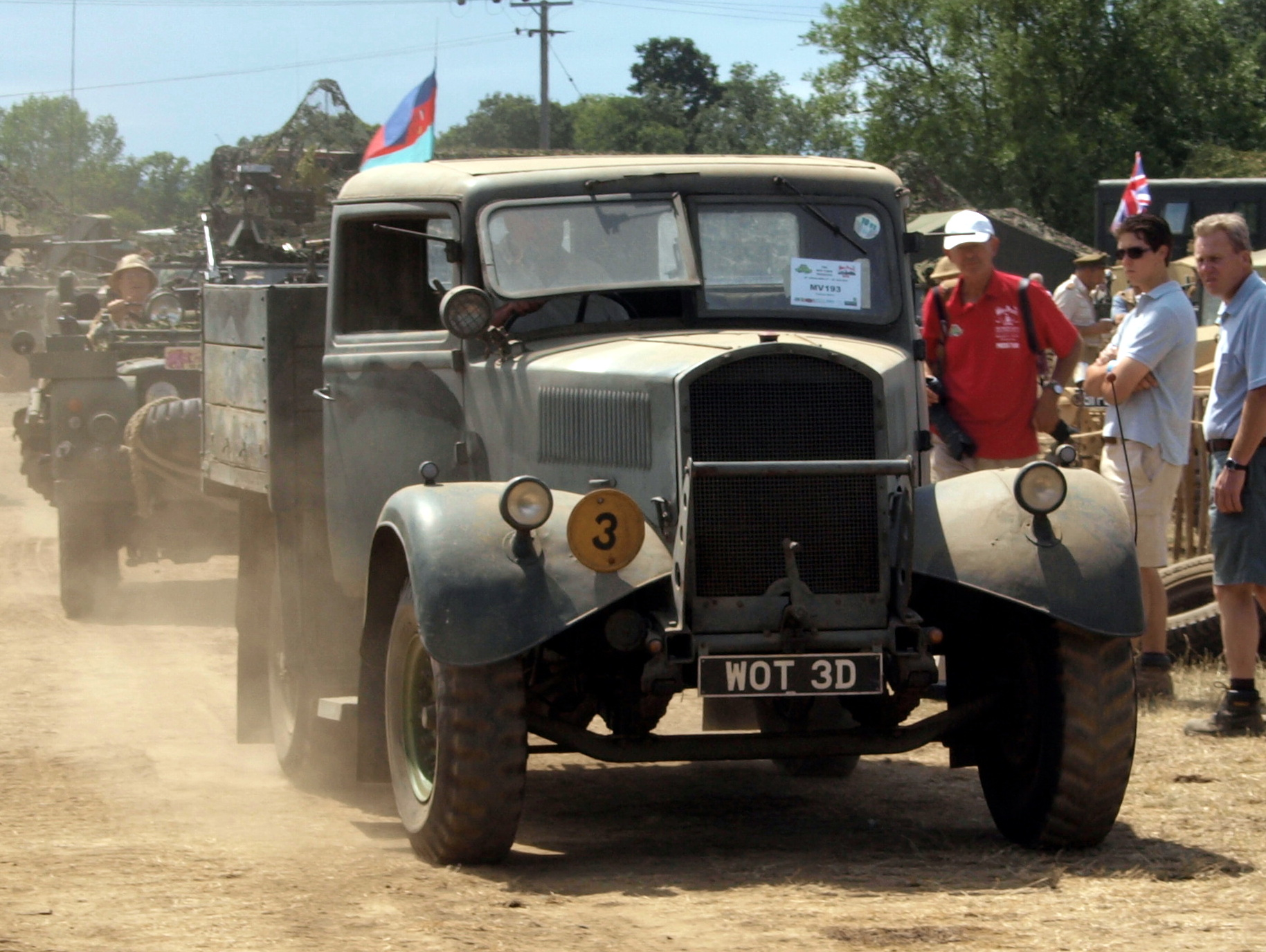
Fordson WOT3.

Le WOT était principalement utilisé par la Royal Air Force. Il disposait d'une charge utile d'environ 1.360 kg. Près de 18.000 exemplaires ont été construits entre 1939 et 1944.
Longueur : 5,80 m
Hauteur : 2,60 m
Largeur : 2,20 m
Poids à vide : 2950 kg

### WOT 8

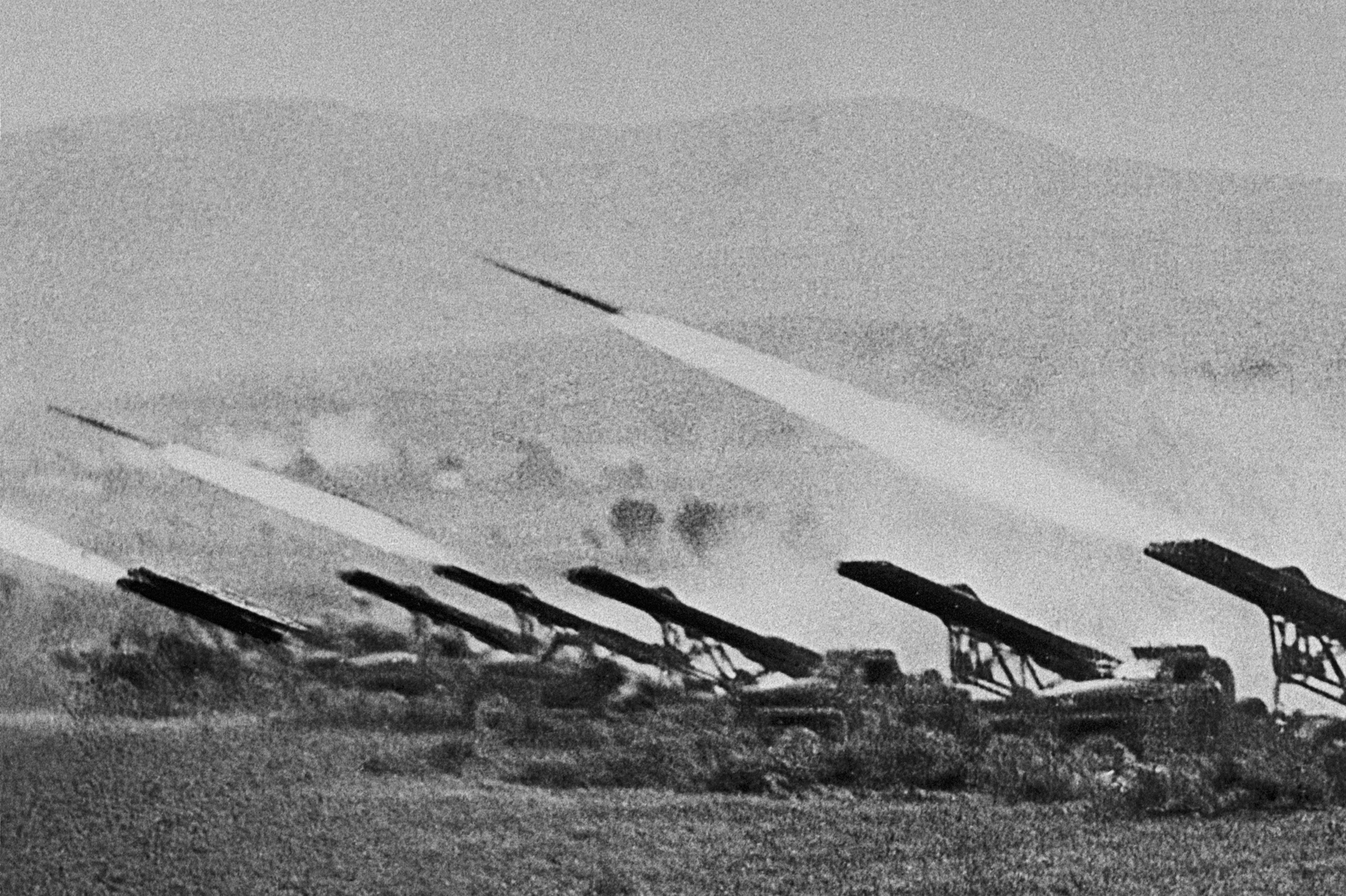
Lance-roquettes Katyusha pendant la bataille de Stalingrad

Le Fordson WOT8 a été seul camion de l'époque, fabriqué au Royaume-Uni, à disposer d'une charge utile de 1,5 tonne avec une transmission intégrale (4x4). 2.516 exemplaires ont été fabriqués en 1941 et 1942. L'armée britannique l'a également utilisé comme tracteur d'artillerie en Afrique du Nord. Pendant la guerre, 868 unités ont été livrées à l'Union soviétique dans le cadre de la Charte de l'Atlantique, mais seulement 731 sont arrivés à bon port, 137 ont été perdus lors du transport. L'Armée rouge a utilisé le WOT8 comme rampe de lancement pour les missiles Katyusha, plus connus comme Orgues de Staline.

#### Caractéristiques techniques
- Configuration : 4x4
- Longueur : 5,10 m
- Hauteur 2,70 m
- Largeur : 2,30 m
- Poids à vide : 3.850 kg
- Charge utile : 1.500 kg
- Capacité du réservoir : 160 litres
- Autonomie : 450 km
- Vitesse maximale sur route : 70 km/h

### WOT 6

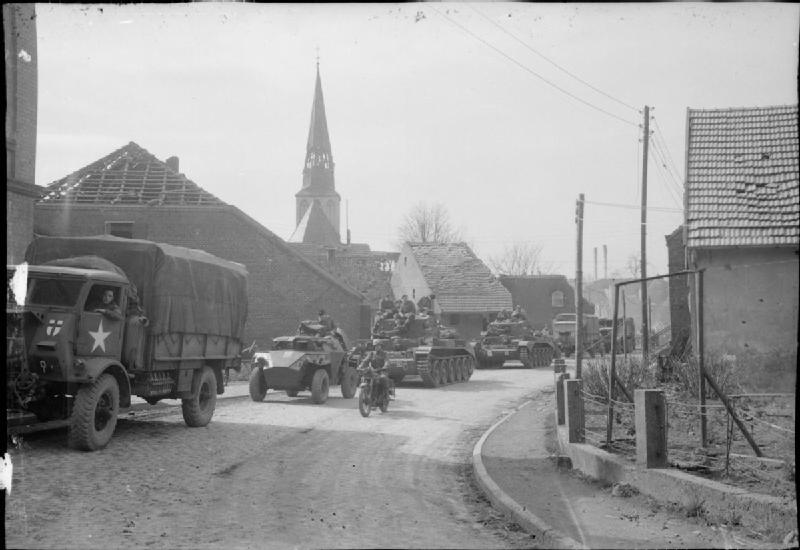
Un WOT6 de l'armée britannique.

Le Fordson WOT6 4x4 était en fait un WOT8 4x4 avec un empattement allongé et un châssis renforcé offrant une charge utile de 3 tonnes. Le véhicule était équipé du traditionnel moteur essence Ford V8 de 3,6 litres développant 75 et même 85 ch ce qui permettait d'atteindre une vitesse de pointe de 75 km/h. Pour la transmission intégrale, il y avait un réducteur supplémentaire, ce qui améliorait la mobilité hors route.
Le WOT6 étant souvent utilisé par les unités de première ligne, il disposait d'une trappe de toit ronde au-dessus du siège passager pour l'observation et l'autodéfense. Une mitrailleuse pouvait être montée. Le WOT6 a équipé les forces armées britanniques à partir de 1942, pour les campagnes en Afrique du Nord, en Europe du Sud et du Nord. Après la Seconde Guerre mondiale, leur utilisation est devenue plus internationale avec une utilisation en Extrême-Orient.
La plupart des véhicules produits étaient équipés de la carrosserie dite « GS » (General Standard), mais il existait d'autres types de carrosseries.
Entre 1942 et 1945, près de 30.000 exemplaires ont été construits avec diverses versions spéciales en plus du camion standard. L'armée danoise a récupéré et utilisé des WOT6 après la guerre. Le dernier WOT6 danois a été retiré du service en 1974.

#### Caractéristiques techniques[5]
- Longueur : 6,07m
- Hauteur : 3,20 m
- Largeur : 2,28 m
- Poids à vide : 3.930 kg
- Moteur : Ford V8 essence 3.621 cm3 - 85 ch à 3.800 tr/min - 2 x 4 vitesses
- Capacité du réservoir : 160 litres
- Autonomie : 450 km